# 罗森·热利亚兹科夫
罗森·季米特罗夫·热利亚兹科夫（羅馬化：Rosen Dimitrov Zhelyazkov；1968年4月5日—），保加利亚政治人物，自2025年1月起担任保加利亚总理。作为保加利亚欧洲发展公民党（GERB）成员，他在2021年至2025年当选议会议员，曾在2023年至2024年担任国民议会议长，2018年至2021年任交通部长。

## 生平
热利亚兹科夫获得了索非亚大学法学硕士学位。1994年，他开始在索非亚市Sredets区担任法律顾问，担任过高级法律职位以及当地市政管理职位。1995年，他被接纳为索非亚律师协会的民法和商法专业律师
他首次担任政治职务是在1998年至1999年期间，当时他被任命为索非亚市洛泽涅茨区“法律与控制”副市长。
2003年，他被斯特凡·索菲扬斯基任命为索非亚市政府秘书。2005年博伊科·鲍里索夫当选后，他再次被任命为该职务。2009年，他被鲍里索夫任命为部长委员会秘书，负责内阁行政职能。
除了担任内阁秘书外，热利亚兹科夫还在2011年至2013年期间担任公共管理学院理事会主席，并代表保加利亚参加欧洲公共管理学院(EIPA)。
作为拉伊科夫政府的内阁秘书，热利亚兹科夫被指控参与2013年保加利亚议会选举有关的所谓“科斯廷布罗德事件” 。一些政党，特别是保加利亚社会党指控，在看守政府的授权下，科斯廷布罗德非法印制了约35万张选票。作为对该事件调查的一部分，检察官办公室指控热利亚兹科夫涉嫌玩忽职守，未监督选票的正确印刷。但最终，索非亚市法院未发现热利亚兹科夫有任何不当行为的证据，并于2014年裁定他无罪。
2014年至2016年期间，热利亚兹科夫被任命为总理博伊科·鲍里索夫的公共管理和电子政务顾问。在此期间，他帮助制定了有关在保加利亚实施电子政务的立法，并代表保加利亚参加了开放政府伙伴关系年度峰会。
2016年9月30日，他被任命为新成立的国家电子政务机构主席。任职期间，热利亚兹科夫负责监督国家服务的数字化以及国家颁发文件的在线解决方案的实施。
2017年10月，他被任命为信息监管委员会 (CRM) 主席，负责监管邮政、无线电和电子签名国家服务。
2018年9月20日，他被国民议会选举为交通、信息技术和通信部长。

### 议会生涯
他曾担任第45、46、47、48和49届国民议会议员（GERB-UDF）。2023年4月19日，根据GERB-UDF与国民议会第二大党团PP-DB达成的协议，罗森·热利亚兹科夫以136票赞成当选为议会议长。
2024年4月25日，热利亚兹科夫以129票赞成被免去国民议会议长职务。
7月1日，总统鲁门·拉德夫要求热利亚兹科夫以总理身份在2024年6月保加利亚议会选举后组建少数派政府。然而，7月3日，国民议会以138票对98票否决了他提议的政府。

### 保加利亚总理
2024年10月重新举行议会选举，保加利亚公民党所在政党联盟获得240个席位中的69席，获得优先组阁权。在与其他政党组成执政联盟后，新一届国民议会于2025年1月16日投票通过新一届内阁成员名单，热利亚兹科夫出任总理。

## 註解
1. ↑  (看守总理[1][2][3])